# Una vita sottile
 Una vita sottile  è un film per la televisione italiano del 2002, diretto da Gianfranco Albano.

## Trama
Gaia vive a Roma nel quartiere dei Parioli. È un'adolescente figlia di Angelo, un alto funzionario dello stato, indagato per corruzione, abuso d'ufficio e favoreggiamento dalla procura di Napoli, una notte due poliziotti si presentano a casa con un mandato di perquisizione e lo arresteranno. Nei giorni successivi finirà agli arresti domiciliari, Gaia rimarrà sconvolta, verrà presa di mira da i suoi compagni di scuola, avrà violenti scontri con i genitori e chiuderà i contatti con le sue vecchie amicizie, inizierà a frequentare un ragazzo più grande, ma quando anche questo amico la tradirà smetterà di mangiare e cadrà in depressione fino tentare il suicidio.
Nel corso dei suoi giorni Gaia scapperà di casa e da Roma, si rifugerà nella casa al mare dei genitori in provincia di Latina e conoscerà una comitiva di giovani coetanei dalla vita turbolenta.

## Location
Il film è girato tra Roma, Latina, Sabaudia e Napoli.

## Distribuzione
Il film tv venne distribuito su Rai 2 il 14 aprile del 2003, è stato trasmesso sempre su Rai 2 in fascia notturna nel 2014.